# King Richard
King Richard és una pel·lícula dramàtica i biogràfica de 2021 dirigida per Reinaldo Marcus Green i escrita per Zach Baylin que ressegueix la vida de Richard Williams, el pare i entrenador de les famoses tenistes Venus i Serena Williams, que són a la vegada productores executives de la pel·lícula. És protagonitzada per Will Smith en el paper principal, Aunjanue Ellis, Saniyya Sidney, Demi Singleton, Tony Goldwyn i Jon Bernthal.
El film es va estrenar internacionalment al Festival de Cinema de Telluride el 2 de setembre de 2021, i als cinemes el 19 de novembre de 2021 a la vegada que a la plataforma HBO Max. La pel·lícula va ser un fracàs de taquilla però va rebre elogis de la crítica per les actuacions de Smith, Ellis i Sydney. Va ser considerada una de les millors pel·lícules de 2021 per l'American Film Institute i el National Board of Review. Va obtenir sis nominacions a la Premis Óscar de 2021, inclosa la de millor pel·lícula. Va obtenir sis nominacions a la 27a edició dels Premis de la Crítica Cinematogràfica i quatre nominacions a la 79a edició dels Premis Globus d'Or (incloent la de millor pel·lícula dramàtica), guanyant Smith el Globus d'Or al millor actor dramàtic.

## Argument
Basat en la història real que commocionà el món, King Richard segueix el periple de Richard Williams, un pare perseverant que cria dues de les atletes més extraordinàriament dotades de tots els temps i que acabaran canviant l'esport del tennis per sempre. Impulsat per una visió clara del seu futur i utilitzant mètodes poc convencionals, Richard té un pla que portarà Venus i Serena Williams dels carrers de Compton a l'escenari mundial com a icones llegendàries.